# Landsat 4
Landsat 4 – czwarty satelita programu Landsat, zarządzanego przez NASA oraz NOAA. Został uruchomiony 16 lipca 1982 r., a jego głównym celem było zapewnienie globalnego archiwum zdjęć satelitarnych.
Chociaż programem Landsat zarządza NASA, dane z Landsat 4 zostały zebrane i rozpowszechnione przez US Geological Survey. Został wycofany z eksploatacji 15 czerwca 2001 r.

## Wyposażenie
Satelita został zbudowany z paneli aluminiowych i rozpór grafitowych. Zasilany był trzema akumulatorami niklowo-kadmowymi, które były ładowne za pomocą pojedynczego panelu słonecznego o łącznej mocy 1430 W. Satelita ważył 4300 funtów (ok. 2000kg). Satelita komunikował się z ziemią za pomocą bezpośredniego łącza nadawczego z systemem satelitarnym śledzenia i przekazywania danych (TDRSS) z prędkością 85 Mbit / s w pasmach S, X, L i Ku. Antena o dużym zysku została przedłużona o wysuwany wysięgnik. Landsat 4 został zaprojektowany na co najmniej 3 lata.

### Czujniki
Landsat 4 zawierał zaktualizowany skaner wielospektralny (MSS) oraz maper tematyczny (TM) użyty po raz pierwszy w programie Landsat. Czujnik ten jest w stanie zebrać 7 pasm danych w porównaniu do MSS, który zbiera jedynie 4 pasma.

## Misja
Satelita został wystrzelony z bazy sił powietrznych Vandenberg w Kalifornii 16 lipca 1982 roku na Delta 3920. Umieszczony został na wysokości ok. 700 km (430 mil) nad powierzchnią Ziemi i krążył wokół globu co 99 minut.
W lutym 1983 r. Satelita stracił połowę energii i zdolność wysyłania danych naukowych bezpośrednio na Ziemię, co wzbudziło obawy, że satelita upadnie wcześniej niż oczekiwano.  Spowodowało to wczesne uruchomienie Landsat 5, satelity o identycznej specyfikacji jak Landsat 4. Po zidentyfikowaniu problemu w Landsat 4 dokonano modyfikacji w Landsat 5, aby zapobiec wystąpieniu tego samego problemu.
Landsat 4 był w stanie wznowić działalność naukową, gdy system satelitarny śledzenia i przekazywania danych (TDRS) wszedł w tryb online, a następnie został przełączony w tryb gotowości w styczniu 1986 r.  Landsat 4 został przywrócony do trybu online, aby zapewnić zasięg międzynarodowy w 1987 r., Kiedy Landsat 5 utracił łącze TDRS, a tym samym zdolność do odwzorowywania obszarów poza linią wzroku do stacji naziemnej, kończąc powrót danych naukowych.  Landsat 4 kontynuował transmisję danych telemetrycznych, śledzenia i poleceń, które były transmitowane we wciąż funkcjonującym paśmie S, dopóki satelita nie został wycofany z eksploatacji 15 czerwca 2001 roku.